# Jackie Shroff
Jaikishen Kakubhai "Jackie" Shroff (Udgir, 1 de febrer de 1957) és un actor indi. Shroff ha destacat principalment per la seva participació en la indústria cinematogràfica hindú (Bollywood), on hi ha estat present durant més de quatre dècades, apareixent en més de 200 pel·lícules en deu llengües diferents (hindi, konkani, kanarès, marathi, oriya, panjabi, bengalí, malaiàlam, tàmil i telugu).

## Biografia

### Joventut
Shroff va néixer amb el nom Jaikishen Kakubhai Shroff a Udgir, a l'estat de Maharashtra. El seu pare, Kakabhai Haribhai Shroff, era originari del Gujarat, i la seva mare, Rita (Hurinnisa), era una uigur del Kazakhstan. De petit va viure a l'àrea de Teen Batti, a Malabar Hill (Bombai). Abans d'entrar a la indústria del cinema, va començar una carrera com a model, participant en diversos anuncis. Va ser el director i productor Subhash Ghai qui va donar a Shroff el seu nom escènic, "Jackie", quan el va fer conegut gràcies a la pel·lícula Hero.

### Carrera
El 1982 Shroff va debutar com a actor a la pel·lícula de Dev Anand Swami Dada. El 1983 Subhash Ghai el va seleccionar per protagonitzar una pel·lícula, Hero, on va compartir pantalla amb Meenakshi Seshadri. Shroff va seguir treballant en pel·lícules de Subhash Ghai, independentment dels papers que li oferia. Després de Hero va participar en altres pel·lícules, com ara Andar Baahar. Jaanoo i Yudh van ser un èxit. El 1986 va participar en Karma, la qual es va convertir en la pel·lícula més taquillera d'aquell any. Més tard també actuaria a Kaash. Les seves darreres pel·lícules, com ara Dehleez o Sachche Ka Bol Bala, van ser aplaudides per la crítica, però no van aconseguir uns registres massa rellevants a nivell de públic.
Shroff va participar com a jutge al programa de màgia India's Magic Star, emès al canal indi Star One. Aquest programa es va emetre des del 3 de juliol de 2010 fins al 5 de setembre del mateix any.
Jackie també va participar en els premis de cinema de Hiru Golden, el 2016, celebrats a Sri Lanka, a títol de convidat especial, juntament amb altres actors de Bollywood com Sunil Shetty, Neil Nitin Mukesh, o les actrius Sridevi, Madhuri Dixit o Karishma Kapoor.

### Vida privada
Es va casar amb la que havia estat la seva parella durant molts anys, Ayesha Dutt, qui més tard es convertiria en productora de cinema, el dia de l'aniversari de Sutt, el 5 de juny de 1987. La parella és propietària d'una companyia audiovisual, la Jackie Shroff Entertainment Limited. Conjuntament també eren propietaris del 10% de les accions de la branca índia de Sony TV, fins que el 2012 les van vendre després de 15 anys. La parella té dos fills, el també actor Tiger Shroff, i una filla, Krishna.
És membre de per vida del Club de Cinema i Televisió Internacional de l'Acadèmia Asiàtica de Cinema i Televisió.

## Premis

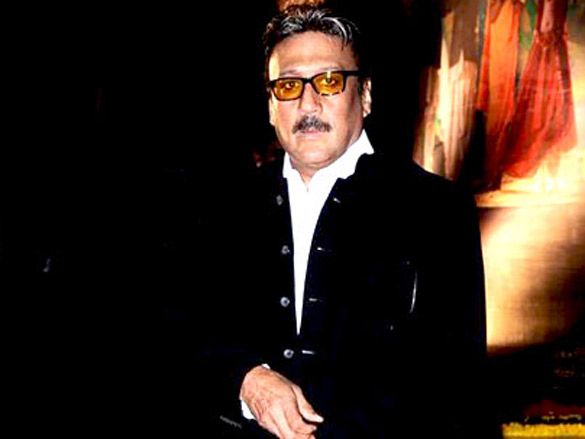
Shroff a l'estrena de Bal Gandharva

- 1990: Filmfare Award for Best Actor – Parinda
- 1995: Filmfare Best Supporting Actor Award – 1942: A Love Story
- 1996: Filmfare Best Supporting Actor Award – Rangeela
- 2007: Special Honour Jury Award for outstanding contribution to Indian cinema
- 2014: The Original Rockstar GQ[7]

## Filmografia
| Any  | Pel·lícula                            | Paper                                                             | Notes                                                              |
| ---- | ------------------------------------- | ----------------------------------------------------------------- | ------------------------------------------------------------------ |
| 1982 | Swami Dada                            |                                                                   |                                                                    |
| 1983 | Hero                                  | Jackie Dada / Jai Kishan                                          |                                                                    |
| 1984 | Andar Baahar                          | Inspector Ravi                                                    |                                                                    |
| 1984 | Yudh                                  | Inspector Vikram (Vicky)                                          |                                                                    |
| 1985 | Teri Meherbaniyan                     | Ram                                                               |                                                                    |
| 1985 | Shiva Ka Insaaf                       | Shiva / Bhola                                                     |                                                                    |
| 1985 | Paisa Yeh Paisa                       | Shyam                                                             |                                                                    |
| 1985 | Jaanoo                                | Ravi / Jaanoo                                                     | Dual role                                                          |
| 1985 | Mera Jawab                            | Suresh / Solanki Patwardhan Lal                                   |                                                                    |
| 1986 | Palay Khan                            | Palay Khan                                                        |                                                                    |
| 1986 | Mera Dharam                           | Jai Singh Sehgal                                                  |                                                                    |
| 1986 | Haathon Ki Lakeeren                   | Lalit Mohan                                                       |                                                                    |
| 1986 | Dahleez                               | Chandrashekhar                                                    |                                                                    |
| 1986 | Allah Rakha                           | Allah Rakha / Iqbal Anwar                                         |                                                                    |
| 1986 | Karma                                 | Baiju Thakur                                                      |                                                                    |
| 1987 | Mard Ki Zabaan                        | Rajesh / Vijay                                                    |                                                                    |
| 1987 | Jawab Hum Denge                       | Inspector Jai Kishan                                              |                                                                    |
| 1987 | Diljalaa                              | Munna Babu                                                        |                                                                    |
| 1987 | Sadak Chhap                           | Shankar                                                           |                                                                    |
| 1987 | Daku Hasina                           |                                                                   |                                                                    |
| 1987 | Kaash                                 | Ritesh Anand                                                      |                                                                    |
| 1987 | Kudrat Ka Kanoon                      | Dr. Vijay Verma                                                   |                                                                    |
| 1987 | Uttar Dakshin                         | Raja                                                              |                                                                    |
| 1988 | Falak)                                | Vijay Verma                                                       |                                                                    |
| 1988 | Aakhri Adaalat                        | Nitin Sinha/Jai Kishan                                            |                                                                    |
| 1989 | Sachche Ka Bol Bala                   | Nandi                                                             |                                                                    |
| 1989 | Ram Lakhan                            | Inspector Ram Pratap Singh                                        |                                                                    |
| 1989 | Parinda                               | Kishan                                                            | Filmfare Award for Best Actor                                      |
| 1989 | Main Tera Dushman                     | Kishan Shri Vastav                                                |                                                                    |
| 1989 | Kala Bazaar                           | Kamal                                                             |                                                                    |
| 1989 | Hum Bhi Insaan Hain                   | Kishanlal                                                         |                                                                    |
| 1989 | Tridev                                | Ravi Mathur                                                       |                                                                    |
| 1989 | Sikka                                 | Jai Kishan 'Jackie'                                               |                                                                    |
| 1989 | Vardi                                 | Jai / Munna                                                       |                                                                    |
| 1990 | Pathar Ke Insan                       | Inspector Karan Rai                                               |                                                                    |
| 1990 | Jeene Do                              | Suraj                                                             |                                                                    |
| 1990 | Baap Numbri Beta Dus Numbri           | Ravi                                                              |                                                                    |
| 1990 | Azaad Desh Ke Gulam                   | Inspector Jai Kishen / Jamliya Jamshed Purwala                    |                                                                    |
| 1990 | Doodh Ka Karz                         | Suraj                                                             |                                                                    |
| 1990 | Upkar Dudhache                        | Suraj                                                             | Marathi Film                                                       |
| 1991 | Hafta Bandh                           | Inspector Bajrang Thiwari                                         |                                                                    |
| 1991 | Izzat                                 | Siddharth                                                         |                                                                    |
| 1991 | 100 Days                              | Kumar                                                             |                                                                    |
| 1991 | Saudagar                              | Vishal                                                            |                                                                    |
| 1991 | Akayla                                | Shekhar                                                           |                                                                    |
| 1991 | Lakshmanrekha                         | Vickram / Vicky                                                   |                                                                    |
| 1992 | Sangeet                               | Sethuram                                                          |                                                                    |
| 1992 | Prem Deewane                          | Ashutosh Singh                                                    |                                                                    |
| 1992 | Laat Saab                             | Ravi Mathur                                                       |                                                                    |
| 1992 | Dil Hi To Hai                         | Harshvardan / Govardan                                            | Dual role                                                          |
| 1992 | Angaar                                | Jai Kishan / Jaggu                                                |                                                                    |
| 1992 | Police Officer                        | Inspector Jai Kishan / Ram                                        |                                                                    |
| 1992 | Sapne Sajan Ke                        | Himself                                                           |                                                                    |
| 1993 | King Uncle                            | Ashok Bansal                                                      |                                                                    |
| 1993 | Antim Nyay                            | Inspector Jai Kishan                                              |                                                                    |
| 1993 | Khalnayak                             | Inspector Ram Kumar Sinha                                         |                                                                    |
| 1993 | Hasti                                 | Jai Kishan                                                        |                                                                    |
| 1993 | Aaina                                 | Ravi Saxena                                                       |                                                                    |
| 1993 | Roop Ki Rani Choron Ka Raja           | Ravi Verma                                                        |                                                                    |
| 1993 | Gardish                               | Shiva Sathe                                                       | Nominated – Filmfare Award for Best Actor                          |
| 1993 | Shathranj                             | Dinu                                                              |                                                                    |
| 1994 | Chauraha                              | Chootu                                                            |                                                                    |
| 1994 | 1942: A Love Story                    | Shubshankar                                                       | Filmfare Award for Best Supporting Actor                           |
| 1994 | Stuntman                              | Bajrang                                                           |                                                                    |
| 1995 | Trimurti                              | Shakti Singh                                                      |                                                                    |
| 1995 | Milan                                 | Raja                                                              |                                                                    |
| 1995 | Dushmani: A Violent Love Story        | Jai Singh                                                         |                                                                    |
| 1995 | God and Gun                           | Vijay Prakash                                                     |                                                                    |
| 1995 | Rangeela                              | Raj Kamal                                                         | Filmfare Award for Best Supporting Actor                           |
| 1995 | Ram Shastra                           | Inspector Ram Sinha                                               |                                                                    |
| 1996 | Talaashi                              | Jai Kishan                                                        |                                                                    |
| 1996 | Shikaar                               |                                                                   |                                                                    |
| 1996 | Return of Jewel Thief                 | Johnny / Jatin Kumar                                              |                                                                    |
| 1996 | Kalinga                               |                                                                   |                                                                    |
| 1996 | Chall                                 |                                                                   |                                                                    |
| 1996 | Bandish                               | Ram Ghulam / Kishan                                               |                                                                    |
| 1996 | Agni Sakshi                           | Suraj Kapoor                                                      | Nominated – Filmfare Award for Best Supporting Actor               |
| 1997 | Vishwavidhaata                        | Ajay Khanna                                                       |                                                                    |
| 1997 | Share Bazaar                          | Jai                                                               |                                                                    |
| 1997 | Shapath                               | Inspector Kishan                                                  |                                                                    |
| 1997 | Border                                | Wing Commander Anand (Andy) Bajwa.                                |                                                                    |
| 1997 | Aar Ya Paar                           | Shekhar Khosla                                                    |                                                                    |
| 1998 | Tirchhi Topiwale                      | Himself                                                           |                                                                    |
| 1998 | Hafta Vasuli                          | Yeshwant                                                          |                                                                    |
| 1998 | Badmaash                              | Gautam Hiraskar                                                   |                                                                    |
| 1998 | Jaane Jigar                           | Jai Kishan                                                        |                                                                    |
| 1998 | 2001: Do Hazaar Ek                    | Insp. Anil Sharma                                                 |                                                                    |
| 1998 | Ustadon Ke Ustad                      | Kishan                                                            |                                                                    |
| 1998 | Yugpurush                             | Ranjan                                                            |                                                                    |
| 1998 | Kabhi Na Kabhi                        | Jaggu                                                             |                                                                    |
| 1998 | Yamraaj                               | Kishan                                                            |                                                                    |
| 1998 | Bandhan                               | Thakur Suraj Pratap                                               |                                                                    |
| 1999 | Sirf Tum                              | Pritam, Auto-rickshaw driver                                      |                                                                    |
| 1999 | Laawaris                              | Advocate Anand Saxena                                             |                                                                    |
| 1999 | Kartoos                               | Jay Suryavanshi                                                   |                                                                    |
| 1999 | Phool Aur Aag                         | Jaswant                                                           |                                                                    |
| 1999 | Ganga Ki Kasam                        |                                                                   |                                                                    |
| 1999 | Hote Hote Pyar Ho Gaya                | Police Officer Arjun                                              |                                                                    |
| 1999 | Kohram                                | Maj. Rathod                                                       |                                                                    |
| 2000 | Gang                                  | Gangu                                                             |                                                                    |
| 2000 | Jung                                  | Inspector Veer Chauhan                                            |                                                                    |
| 2000 | Refugee                               | Raghuvir Singh                                                    |                                                                    |
| 2000 | Mission Kashmir                       | Hilal Kohistani                                                   | Nominated – Filmfare Award for Best Performance in a Negative Role |
| 2000 | Kahin Pyaar Na Ho Jaaye               | Tiger                                                             |                                                                    |
| 2001 | Hadh: Life on the Edge of Death       | Vishwa                                                            |                                                                    |
| 2001 | Farz                                  | Gawa Firozi                                                       |                                                                    |
| 2001 | Censor                                | Naseeruddin Shokh                                                 |                                                                    |
| 2001 | Grahan                                | Jaggu                                                             |                                                                    |
| 2001 | One 2 Ka 4                            | Javed Abbas                                                       |                                                                    |
| 2001 | Albela                                | Prem                                                              |                                                                    |
| 2001 | Yaadein                               | Raj Singh Puri                                                    | Nominated – Filmfare Award for Best Supporting Actor               |
| 2001 | Bas Itna Sa Khwaab Hai                | Naved Ali                                                         |                                                                    |
| 2001 | Lajja                                 | Raghu                                                             |                                                                    |
| 2002 | Mulaqaat                              | Javed Khan                                                        |                                                                    |
| 2002 | Pitaah                                | Ramnarayan Bharadwaj, police officer (daroga)                     |                                                                    |
| 2002 | Kya Yehi Pyaar Hai                    | Dr. Kamlakar Tiwari                                               |                                                                    |
| 2002 | Devdas                                | Chunni babu                                                       | Nominated – Filmfare Award for Best Supporting Actor               |
| 2002 | Agni Varsha                           | Paravasu                                                          |                                                                    |
| 2003 | Baaz: A Bird in Danger                | Jai Singh Dabral, the Mayor                                       |                                                                    |
| 2003 | Ek Aur Ek Gyarah                      | Maj. Ram Singh (BSF officer)                                      |                                                                    |
| 2003 | Boom                                  | Abdul Wahab Barkatali Al Sabunchi 50/50 també anomenat Chotte Mia |                                                                    |
| 2003 | 3 Deewarein                           | Jaggu (Jagdish Prasad)                                            |                                                                    |
| 2003 | Samay: When Time Strikes              | Amod Parekh                                                       |                                                                    |
| 2003 | Sandhya                               | Jaggu                                                             |                                                                    |
| 2004 | Aan: Men at Work                      | Gautam Walia                                                      |                                                                    |
| 2004 | Dobara                                | Ranbir Sehgal                                                     |                                                                    |
| 2004 | Hulchul                               | Balram                                                            |                                                                    |
| 2005 | Tum Ho Na!                            | Jai                                                               |                                                                    |
| 2005 | Ssukh                                 | Gaurishankar Yadav                                                |                                                                    |
| 2005 | Antarmahal                            | Bhubaneswar Chowdhury                                             | Bengali film                                                       |
| 2005 | Kyon Ki                               | Dr. Sunil                                                         |                                                                    |
| 2006 | Divorce: Not Between Husband and Wife | Jackie                                                            | Unreleased                                                         |
| 2006 | Bhoot Unkle                           | Bhoot Unkle                                                       |                                                                    |
| 2006 | Apna Sapna Money Money                | Carlos                                                            |                                                                    |
| 2006 | Bhagam Bhag                           | J.D. Mehra (London Police Commissioner)                           |                                                                    |
| 2006 | Eklavya: The Royal Guard              | Rana Jyotiwardhan                                                 |                                                                    |
| 2006 | Mera Dil Leke Dekho                   | Mr Chaddha                                                        |                                                                    |
| 2006 | Maryada Purushottam                   |                                                                   |                                                                    |
| 2006 | We R Friends                          |                                                                   |                                                                    |
| 2006 | Vidyarthi                             | Ranveer                                                           |                                                                    |
| 2006 | Care of Footpath                      |                                                                   |                                                                    |
| 2006 | Astram                                | Kadir Wali                                                        | Telugu film                                                        |
| 2007 | Aur Pappu Paas Ho Gaya                | Sudhakar 'Sudhabhai' Chauhan                                      |                                                                    |
| 2007 | Athisayan                             | Sekharan                                                          | Malayalam film Honour Special Jury Award-Asianet Film Awards       |
| 2007 | c/o Footpath                          | Chief Minister                                                    | Kannada film                                                       |
| 2007 | Fool and Final                        | Gunmaster G9                                                      |                                                                    |
| 2008 | Halla Bol                             | Himself                                                           | Special appearance                                                 |
| 2008 | Dhoom Dadakka                         |                                                                   | Guest appearance                                                   |
| 2008 | Humsey Hai Jahaan                     | Gary Rosario                                                      |                                                                    |
| 2008 | Lolita                                |                                                                   |                                                                    |
| 2008 | Thodi Life Thoda Magic                | MK                                                                |                                                                    |
| 2008 | Mukhbiir                              |                                                                   |                                                                    |
| 2008 | Hari Puttar: A Comedy of Terrors      | Uncle DK                                                          |                                                                    |
| 2009 | Raaz – The Mystery Continues          | Veer Pratap                                                       | Special appearance                                                 |
| 2009 | Ek: The Power of One                  | CBI Krish Prasad Savte                                            |                                                                    |
| 2009 | Kirkit                                | Ritchie Rich                                                      |                                                                    |
| 2009 | Anubhav                               | Ibrahim Vakil                                                     |                                                                    |
| 2009 | Kisaan                                | Dayal Singh                                                       |                                                                    |
| 2009 | Rita                                  | Salvi                                                             | Pel·lícula marathi                                                 |
| 2009 | Veer                                  | King of Madhavgarh, father of Yashodhara                          |                                                                    |
| 2009 | Teen Patti                            |                                                                   |                                                                    |
| 2009 | Malik Ek                              | Sai Baba                                                          |                                                                    |
| 2010 | Ek Second... Jo Zindagi Badal De?     | Mr. Vikram Sehgal                                                 |                                                                    |
| 2010 | Mussa - The Most Wanted               | Jai Kishan Shroff (Himself)                                       |                                                                    |
| 2010 | Pattam nilayile theevandi             |                                                                   | Malayalam Film                                                     |
| 2010 | Hum Do Anjaane                        |                                                                   |                                                                    |
| 2010 | Bhoot and Friends                     | Bhoot                                                             |                                                                    |
| 2011 | Satrangee Parachute                   | Police Officer                                                    |                                                                    |
| 2011 | Mummy Punjabi                         | Kanwal Sandhu                                                     | Panjabi film                                                       |
| 2011 | Shakti                                | Jackie Varma                                                      | Telugu film                                                        |
| 2011 | Aaranya Kaandam                       | Singaperumal                                                      | Tamil film                                                         |
| 2011 | Bhindi Baazaar Inc.                   | Corrupt Cop (cameo)                                               |                                                                    |
| 2011 | Platform No. 1                        | Mahendran                                                         | Malayalam film                                                     |
| 2011 | Panjaa                                | Bhagavan                                                          | Telugu film                                                        |
| 2012 | Anna Bond                             | Charlie                                                           | Kannada film                                                       |
| 2012 | Married 2 America                     | Pratap Singh                                                      |                                                                    |
| 2012 | Hridayanath                           | Sadashiv Sawant                                                   | Marathi film                                                       |
| 2012 | Daal Mein Kuch Kaala Hai              |                                                                   |                                                                    |
| 2012 | Janmantar                             |                                                                   | Marathi film                                                       |
| 2013 | Lucky Di Unlucky Story                | Jackie Dada                                                       | Punjabi film                                                       |
| 2013 | Shootout at Wadala                    |                                                                   | Cameo Appearance                                                   |
| 2013 | Aurangzeb                             | Yashvardhan                                                       |                                                                    |
| 2013 | Daha Balunga                          | Don                                                               | Oriya film                                                         |
| 2013 | Dhoom 3                               | Iqbal a.k.a. Sahir and Samar's Father/Baba                        |                                                                    |
| 2013 | Mahabharat 3D Film                    | Duryodhan (voice)                                                 | Voice for Duryodhan in the Animated film                           |
| 2014 | Kochadaiyaan                          | Raja Mahendran (voice)                                            | Tamil film Animated                                                |
| 2014 | Gang of Ghosts                        | Don                                                               |                                                                    |
| 2014 | Happy New Year                        | Charan Grover                                                     |                                                                    |
| 2015 | Brothers                              | Garson Fernandes                                                  | [ 10 ]                                                             |
| 2015 | Chehere                               |                                                                   |                                                                    |
| 2015 | Dilliwali Zaalim Girlfriend           | Minochi                                                           |                                                                    |
| 2015 | Jazbaa                                | Home Minister Mahesh Maklai                                       | Marathi/Hindi                                                      |
| 2015 | Shegavicha Yogi Gajanan               |                                                                   | Marathi film                                                       |
| 2016 | Housefull 3                           | Urja Nagre                                                        |                                                                    |
| 2016 | Dirty Politics                        | Mukhtiar Khan                                                     |                                                                    |
| 2016 | ATM                                   |                                                                   | Malayalam Film                                                     |
| 2016 | Chalk n Duster                        |                                                                   |                                                                    |
| 2016 | Naval enna jewel                      |                                                                   | Malayalam Film Filming                                             |
| 2016 | Freaky Ali                            | Bade Bhai                                                         | Cameo appearance                                                   |
| 2016 | Life's Good                           | Rameshwar                                                         |                                                                    |
| 2017 | Mupparimanam                          | Himself                                                           | Cameo appearance                                                   |
| 2017 | Mayavan                               |                                                                   | Tamil Film filming                                                 |
| 2017 | Soul Curry                            | Musician                                                          | Konkani Film                                                       |
| 2017 | Sardar Saab                           | Sardar Saab                                                       | Punjabi film                                                       |
| 2017 | Sarkar 3                              | Michael Vallya                                                    | Post-Production                                                    |
| 2017 | Jole Jongole                          |                                                                   | Bengali film                                                       |